# Demjan Bednyj

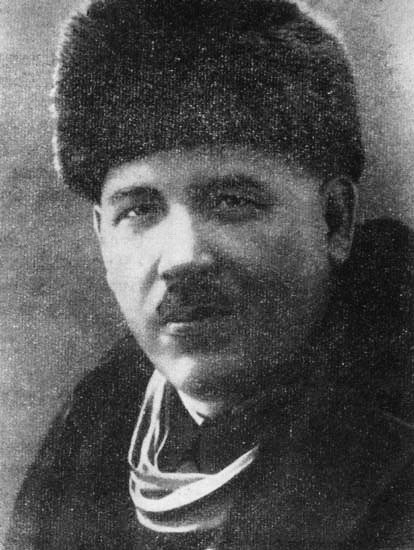
Demjan Bednyj, 1920.

Demjan Bednyj (ryska: Демья́н Бе́дный), född Jefim Aleksejevitj Pridvorov (ryska: Ефи́м Алексе́евич Придворов) 13 april (gamla stilen: 1 april) 1883 i Guvernementet Cherson, Kejsardömet Ryssland, död 25 maj 1945 i Moskva, var en sovjetisk poet.
Demjan Bednyj föddes i en fattig bondefamilj i nuvarande Ukraina; Bednyj, som är ett författarnamn taget 1911, betyder just "fattig". Efter att ha genomgått en utbildning till fältskär i Kiev samt militärtjänstgöring inledde han studier vid Sankt Petersburgs universitet 1904. I samband med ryska revolutionen 1905 började Bednyj engagera sig i revolutionära kretsar, och 1912 anslöt han sig till Rysslands socialdemokratiska arbetareparti. 
Under ryska inbördeskriget skapade Bednyj agitprop till förmån för den bolsjevikiska sidan, och efter oktoberrevolutionen författade han flera politiska och satiriska sånger och dikter, vilket gjorde honom mycket uppskattad. Populariteten kom dock att falna under 1930-talet, då Bednyj författade flera verk som ansågs ge en negativ bild av Rysslands historia, och 1938 uteslöts han ur Sovjetunionens kommunistiska parti. Han återfick delvis sin popularitet under andra världskriget, då han författade antityska dikter till förmån för den sovjetiska insatsen. 
Karaktären Ivan Nikolajevitj Ponyjrov, poet med pseudonymen "Bezdomnyj", i Michail Bulgakovs roman Mästaren och Margarita anses vara baserad på Bednyj. Staden Spassk i Penza oblast hette mellan 1925 och 2005 Bednodemjanovsk efter Bednyj.